# Kim Un-ju
Kim Un-ju (김은주?; 11 novembre 1989) è una sollevatrice nordcoreana.
Nel 2014 ha subito una squalifica di due anni per l'utilizzo di metiltestosterone e contestualmente le è stata tolta la medaglia d'oro vinta ai campionati mondiali di Almaty 2014.

## Palmarès
- Mondiali

Parigi 2011: bronzo nei 75 kg.
Aşgabat 2018: argento negli 87 kg.
Pattaya 2019: argento negli 87 kg.
- Giochi asiatici

Incheon 2014: oro nei 75 kg.
- Campionati asiatici

Ningbo 2019: argento negli 87 kg.